# Neo Geo (consolă)
Neo Geo este o linie de console de jocuri video și arcade, creată de compania japoneză SNK (Shin Nihon Kikaku) începând cu anul 1990. Neo Geo a fost cunoscută pentru hardware-ul său puternic și pentru grafica și sunetul avansat pentru vremea respectivă. Familia de produse Neo Geo include mai multe platforme: Neo Geo MVS (Multi Video System), Neo Geo AES (Advanced Entertainment System), Neo Geo CD, Neo Geo Pocket și Neo Geo Pocket Color. Consolele Neo Geo au fost remarcabile pentru capacitatea lor de a aduce experiența arcade în casele utilizatorilor.

## Istorie

### Lansați inițiali
Neo Geo MVS a fost lansat pentru prima dată în 1990 ca un sistem arcade. În același an, SNK a lansat Neo Geo AES, versiunea de acasă a hardware-ului MVS. Neo Geo AES a fost inițial destinat să fie închiriat hotelurilor, cluburilor și altor locații, dar cererea mare din partea consumatorilor a determinat SNK să-l lanseze pe piața largă.

### Neo Geo MVS (Multi Video System)
Neo Geo MVS a fost un sistem arcade inovator care permitea operatorilor să încarce mai multe jocuri într-un singur cabinet arcade, economisind spațiu și resurse. Acest sistem modular a fost extrem de popular în arcade-urile din întreaga lume datorită flexibilității și ușurinței cu care putea fi actualizat cu noi jocuri.

### Neo Geo AES (Advanced Entertainment System)
Neo Geo AES a fost conceput pentru a aduce experiența arcade în casele utilizatorilor. Hardware-ul AES era identic cu cel al MVS, ceea ce însemna că jocurile de acasă erau practic portări perfecte ale versiunilor arcade. Consolele Neo Geo AES și cartușele lor de joc erau însă notoriu de scumpe, ceea ce a făcut ca sistemul să fie accesibil doar pentru o nișă de gameri dedicați.

### Neo Geo CD
Lansat în 1994, Neo Geo CD a fost încercarea SNK de a face sistemul mai accesibil. Neo Geo CD a folosit CD-uri în loc de cartușe, reducând semnificativ costurile jocurilor. Deși Neo Geo CD era mai ieftin decât AES, avea dezavantajul unor timpi lungi de încărcare, ceea ce a afectat popularitatea sa.

### Neo Geo Pocket și Neo Geo Pocket Color
SNK a încercat să intre pe piața consolelor portabile cu Neo Geo Pocket, lansat în 1998, urmat de Neo Geo Pocket Color în 1999. Aceste console portabile au avut un succes limitat, datorită concurenței acerbe din partea altor sisteme portabile mai populare, cum ar fi Game Boy Color de la Nintendo.

## Hardware

### Neo Geo AES și MVS
Hardware-ul Neo Geo era extrem de avansat pentru vremea sa. Specificațiile includ:
- CPU: Motorola 68000 la 12 MHz
- Co-procesor: Zilog Z80 la 4 MHz
- RAM: 64 KB
- Video RAM: 68 KB
- Audio RAM: 2 KB
- Chip grafic: Capabil de afișarea a 4096 de culori simultan dintr-o paletă de 65.536
- Sunet: Chip audio Yamaha YM2610 care oferea 15 canale de sunet

### Neo Geo CD
Neo Geo CD avea hardware similar cu AES, dar folosea CD-ROM-uri pentru stocarea jocurilor. Avea un singur slot pentru CD și a introdus funcția de salvare a jocurilor pe memorie internă sau pe carduri de memorie.

### Neo Geo Pocket și Neo Geo Pocket Color
Neo Geo Pocket și Neo Geo Pocket Color au fost console portabile cu ecrane LCD, având o putere de procesare mai mică comparativ cu consolele de acasă, dar suficientă pentru a oferi experiențe de joc captivante. Pocket Color a adăugat un ecran color și o paletă de 146 de culori.

## Jocuri
Catalogul de jocuri Neo Geo include unele dintre cele mai iconice și apreciate titluri din istoria jocurilor arcade. Printre acestea se numără:
- Metal Slug: O serie de jocuri de tip run-and-gun renumite pentru grafica lor detaliată și gameplay-ul intens.
- King of Fighters: O serie de jocuri de lupte care a devenit una dintre cele mai populare francize ale SNK.
- Fatal Fury și Art of Fighting: Alte serii de jocuri de lupte care au contribuit la popularitatea Neo Geo.
- Samurai Shodown: Un joc de lupte cu tematică samurai, cunoscut pentru mecanicile sale unice și grafica stilizată.

## Impact și moștenire
Neo Geo a avut un impact semnificativ asupra industriei jocurilor video, în special în sectorul arcade. Hardware-ul său puternic și jocurile de înaltă calitate au stabilit standarde pentru grafica și sunetul jocurilor arcade. Deși Neo Geo AES nu a fost un succes comercial uriaș din cauza prețului său ridicat, a câștigat un statut de cult printre colecționari și fanii jocurilor de retro.
SNK continuă să susțină moștenirea Neo Geo, relansând jocuri clasice pe platforme moderne și lansând console retro, cum ar fi Neo Geo Mini, care include o selecție de jocuri preinstalate. Impactul Neo Geo este încă resimțit în industria jocurilor video, iar titlurile sale clasice continuă să fie apreciate de fanii din întreaga lume.
Neo Geo rămâne o parte importantă a istoriei jocurilor video, cunoscută pentru inovațiile sale tehnice și pentru catalogul său impresionant de jocuri. Deși a fost un produs de nișă în timpul lansării sale, moștenirea sa durabilă și influența sa asupra industriei jocurilor sunt incontestabile.